# Кириллов, Станислав Викторович
Кириллов Станислав Викторович (28 февраля 1936, Мурманск — 26 июля 2024) — советский и российский биофизик, кандидат физико-математических наук (1967), доктор биологических наук (1984).

## Биография
В 1960 году Станислав Кириллов защитил дипломную работу по измерению коэффициента диффузии макромолекул синтетического изопренового каучука в натуральный каучук; она оказала большое влияние на изучение подвижности макромолекул и была высоко оценена Семёном Ефимовичем Бреслером, в связи с чем тот пригласил С. В. Кириллова в свою лабораторию.
Первоначальной тематикой этой лаборатории было изучение свойств полимеров, но после зарубежной командировки С. Е. Бреслер сменил направление на молекулярную биологию. В годы, когда царила лысенковщина, это был очень смелый шаг. Станислав Кириллов стал первым аспирантом Бреслера по направлению молекулярной биологии. В качестве области исследований был выбран биосинтез белка на рибосомах. В 1964 С. В. Кирилловым из натурального рибосомного комплекса впервые было выделено промежуточное соединение — пептидил-тРНК, существование которого ранее было только гипотетическим.
В 1977 году Станислав Викторович возглавил лабораторию биосинтеза белка Отделения молекулярной и радиационной биологии Ленинградского института ядерной физики (ЛИЯФ). Под руководством С. В. Кириллова исследовались парциальные реакции цикла элонгации на рибосоме, и впервые были измерены термодинамические характеристики сродства различных форм тРНК к рибосоме в зависимости от сайта связывания. Также в лаборатории С. В. Кириллова была изобретена методика выделения и очистки активных рибосом, связывающих 3 молекулы тРНК, по одной молекуле на сайт, что привело к введению в схему элонгации в дополнение к А- и Р-сайтам третьего, Е-сайта (exit site), существование которого в настоящее время является общепринятым фактом.
Ведущий научный сотрудник в ОМРБ при Петербургском институте ядерной физики.

### Смерть
Умер 26 июля 2024 года в возрасте 88 лет.